# Gåstjärnen (Järna socken, Dalarna, 671463-140754)
Gåstjärnen är en sjö i Vansbro kommun i Dalarna och ingår i Dalälvens huvudavrinningsområde.